# يو إف سي 258
يو إف سي 258: عثمان ضد بورنس (بالإنجليزية: UFC 258: Usman vs. Burns)‏ هو حدث لفنون القتال المختلطة نظمته يو إف سي، أُقيم في 13 فبراير 2021، على يو إف سي أبيكس في إنتربرايز، نيفادا، الولايات المتحدة.